# Lluís Garcia i Ballester
Lluís Garcia i Ballester (Barri del Cabanyal, València, 14 de febrer de 1936 - Puente Arce, Cantàbria, 10 d'octubre de 2000) va ser un metge i un historiador de la medicina antiga i medieval.

## Biografia
Estudià medicina a la Universitat de València, on es va llicenciar i posteriorment doctorar. Atret, però, pels aspectes històrics de la seva professió, es doctorà amb una tesi d'història de la medicina dirigida per José María López Piñero, Alma y enfermedad en la obra de Galeno (1968), i ja mai no exercí de metge.
Després d'uns anys de docència a Múrcia, fou professor agregat d'història de la medicina a la Universitat de València (1971) i, el mateix any, a la Universitat de Granada, on obtingué la càtedra (1976), que tot seguit (1982) ocupà a la Universitat de Santander. Com a professor d'investigació del CSIC (1987), fundà el Departament d'Història de la Ciència de la Institució Milà i Fontanals, a Barcelona. Motivacions personals el conduïren novament a ocupar la càtedra de Santander (1996), on la mort anà a trobar-lo a la seva casa de Puente Arce un dia d'octubre de 2000, a conseqüència del càncer. Aquest periple vital i professional es complementà amb estades en alguns dels més prestigiosos centres acadèmics d'Europa i d'Amèrica del Nord.
La seva influència ha estat vital per als estudis d'història de la ciència i en particular d'història de la medicina. Garcia i Ballester fou autor d'una extensa i valorada obra de recerca. Entre la seva producció es troben 26 llibres, 50 capítols de llibre, 90 articles en revistes de l'especialitat, 15 obres editades sota la seva codirecció, 26 participacions en congressos, 20 tesis dirigides.

## Publicacions[4]
- Galen and Galenism: Theory and Medical Practice from Antiquity to the European Renaissance (Variorum Collected Studies) (2002)
- Historia de la ciencia y de la técnica en la corona de Castilla (4 vol) (2002)
- Medicine in a multicultural society: Christian, Jewish and Muslim practitioners in the Spanish kingdoms, 1222-1610 (2001)
- La búsqueda de la salud: sanadores y enfermos en la España medieval (2001)
- Medicine from the Black Death to the French Disease (ed. amb Roger French, Jon Arrizabalaga i Andrew Cunningham, 1998)
- Galeno. Sobre la localización de las enfermedades: (de locis affectis) (1997)
- Medicine and medical ethics in medieval and early modern Spain: an intercultural approach (ed. amb Samuel S. Kottek) (1996)
- Practical medicine from Salerno to the black death (ed. amb Roger French, Jon Arrizabalaga, i Andrew Cunningham) (1994)
- Joannes Aegidius, Zamorensis, Historia naturalis (amb Avelino Domínguez García) (1994)
- La medicina a la València medieval: medicina i societat en un país medieval mediterrani (1988)
- Arnau de Vilanova. Commentum supra tractatum Galieni de malicia complexionis diverse; Arnaldi de Villanova Opera Medica Omnia, XV (amb Eustaquio Sánchez Salor) (1985)
- Los moriscos y la medicina: un capítulo de la medicina y la ciencia marginadas en la España del siglo XVI (1976, 2a ed. 1984)
- Historia social de la medicina en la España de los siglos XIII al XVI (1976)
- Thomas de Cantimpré. De natura rerum: lib. IV-XII (1973-1974)
- Galeno, en la sociedad y en la ciencia de su tiempo (c. 130-c. 200 d. de C.) (1972)
- Alma y enfermedad en la obra de Galeno (1972).